# Uljma
Uljma (izvirno srbsko Уљма) je naselje v Srbiji, ki upravno spada pod Občino Vršac; slednja pa je del Južnobanatskega upravnega okraja.

## Demografija
V naselju, katerega izvirno (srbsko-cirilično) ime je Уљма, živi 2716 polnoletnih prebivalcev, pri čemer je njihova povprečna starost 38,2 let (37,0 pri moških in 39,4 pri ženskah). Naselje ima 1089 gospodinjstev, pri čemer je povprečno število članov na gospodinjstvo 3,30.
To naselje je, glede na rezultate popisa iz leta 2002, v glavnem srbsko, a v času zadnjih treh popisov je opazno zmanjšanje števila prebivalcev.
|  |

| Demografija | Demografija     | Demografija     |
| Leto        | Št. prebivalcev | Št. prebivalcev |
| ----------- | --------------- | --------------- |
|             |                 |                 |
|             |                 |                 |
|             |                 |                 |
|             |                 |                 |
| 1948        | 3775            |                 |
| 1953        | 3933            |                 |
| 1961        | 4237            |                 |
| 1971        | 4391            |                 |
| 1981        | 4115            |                 |
| 1991        | 3961            | 3713            |
| 2002        | 3923            | 3598            |
|             |                 |                 |

| Etnična sestava po popisu iz leta 2002 | Etnična sestava po popisu iz leta 2002 | Etnična sestava po popisu iz leta 2002 | Etnična sestava po popisu iz leta 2002 | Etnična sestava po popisu iz leta 2002 |
| -------------------------------------- | -------------------------------------- | -------------------------------------- | -------------------------------------- | -------------------------------------- |
| Srbi                                   | Srbi                                   |                                        | 2.987                                  | 83,01%                                 |
| Romuni                                 | Romuni                                 |                                        | 400                                    | 11,11%                                 |
| Madžari                                | Madžari                                |                                        | 23                                     | 0,63%                                  |
| Hrvati                                 | Hrvati                                 |                                        | 10                                     | 0,27%                                  |
| Romi                                   | Romi                                   |                                        | 10                                     | 0,27%                                  |
| Makedonci                              | Makedonci                              |                                        | 8                                      | 0,22%                                  |
| Bolgari                                | Bolgari                                |                                        | 8                                      | 0,22%                                  |
| Nemci                                  | Nemci                                  |                                        | 6                                      | 0,16%                                  |
| Muslimani                              | Muslimani                              |                                        | 6                                      | 0,16%                                  |
| Slovaki                                | Slovaki                                |                                        | 2                                      | 0,05%                                  |
| Čehi                                   | Čehi                                   |                                        | 1                                      | 0,02%                                  |
| Črnogorci                              | Črnogorci                              |                                        | 1                                      | 0,02%                                  |
| Slovenci                               | Slovenci                               |                                        | 1                                      | 0,02%                                  |
| Rusi                                   | Rusi                                   |                                        | 1                                      | 0,02%                                  |
| Jugoslovani                            | Jugoslovani                            |                                        | 1                                      | 0,02%                                  |
| Neznano                                | Neznano                                |                                        | 117                                    | 3,25%                                  |